# Kathleen MacLeod
Kathleen MacLeod (23 de outubro de 1986) é uma basquetebolista profissional australiana, medalhista olímpica.

## Carreira
Kathleen MacLeod integrou a Seleção Australiana de Basquetebol Feminino, em Londres 2012, conquistando a medalha de bronze.